# Parque Nacional de Sidi Toui
O Parque Nacional de Sidi Toui é um parque nacional ao sul da Tunísia inaugurado em  1991.
Estende-se por mais de 6135 hectares na fronteira do Sahara (região de Médenine), abrigando uma fauna e uma flora características de regiões áridas, que sobrevivem em condições extremas. Contém espécies protegidas de mamíferos, tais como a gazela e os fenecos e diferentes tipos de répteis.